# Oxystophyllum oblongum
Oxystophyllum oblongum är en orkidéart som först beskrevs av Oakes Ames och Charles Schweinfurth, och fick sitt nu gällande namn av Mark Alwin Clements. Oxystophyllum oblongum ingår i släktet Oxystophyllum och familjen orkidéer. Inga underarter finns listade i Catalogue of Life.